# Eustroma dictyides
Eustroma dictyides är en fjärilsart som beskrevs av Hans Daniel Johan Wallengren 1874. Eustroma dictyides ingår i släktet Eustroma och familjen mätare. Inga underarter finns listade i Catalogue of Life.